# Martin Farquhar Tupper

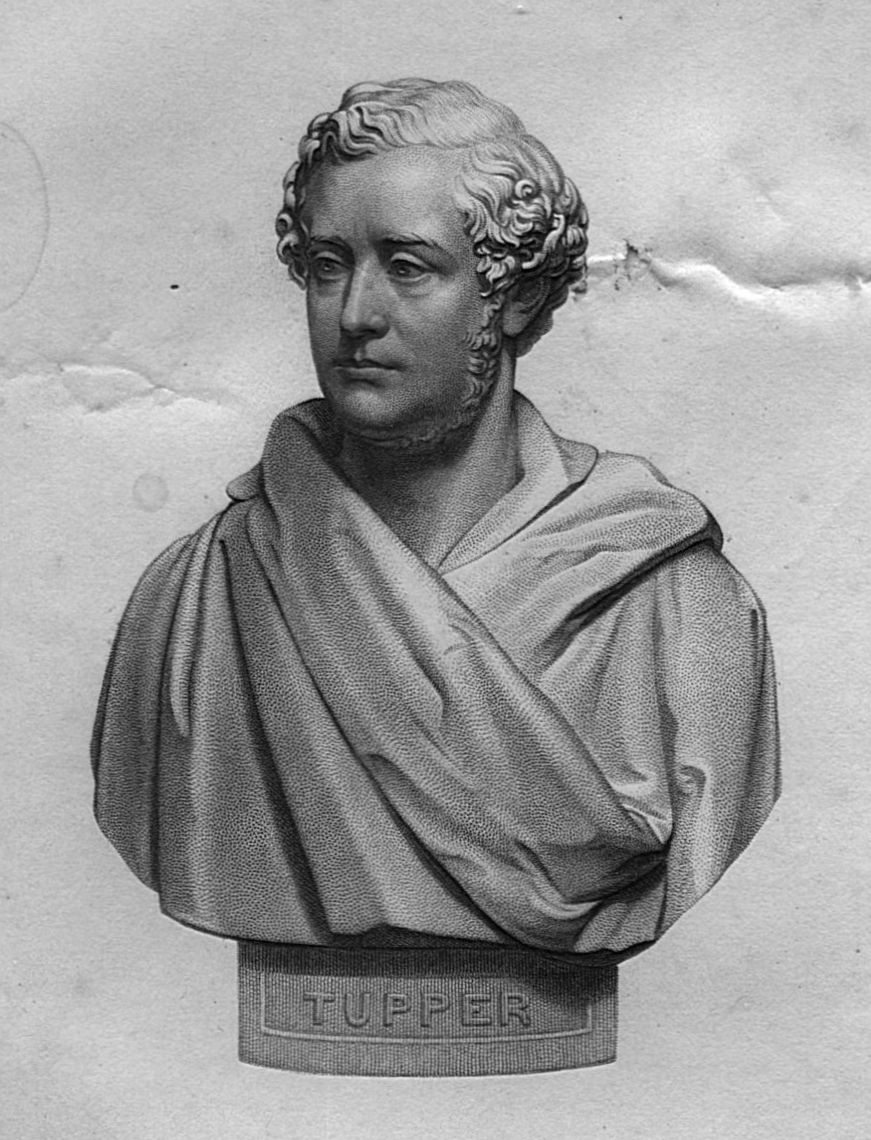
Martin F. Tupper

Martin Farquhar Tupper (* 17. Juli 1810 in London; † November 1889 in Albury, Surrey) war ein englischer Autor und Poet.

## Leben
Martin Tupper entstammte einer Hugenottenfamilie. Er studierte Rechtswissenschaft und Theologie am College Christ Church in Oxford.
Sein Hauptwerk ist Proverbial Philosophy, eine in Blankversen verfasste Morallehre.
Bekannt ist Tupper nicht zuletzt deswegen, weil Karl Marx in das Poesiealbum seiner Tochter neben Veilchenpuder seinen Namen in die Kategorie „Abneigung“ eingetragen hatte.